# Кальпурнія
Кальпурнія (*Calpurnia, прибл. 120 до н. е. — 82 до н. е.) — матрона часів Римської республіки.

## Життєпис
Походила зі впливового плебейського роду Кальпурніїв. Донька Луція Кальпурнія Бестії, консула 111 року до н. е. Дружина Публія Антістія, еділа 86 року до н. е. Мала від нього дочку Антістію, дружину Гнея Помпея.
У 82 році до н. е. Публія Антістія вбив Луцій Юній Брут Дамасіпп, після чого Кальпурнія наклала на себе руки.